# Lois Hole Centennial Provincial Park
Der Lois Hole Centennial Provincial Park ist ein Provincial Park und Teil eines ausgewiesenen wichtigen Vogelschutzgebiets im Zentrum der kanadischen Provinz Alberta, unmittelbar westlich von Edmonton und St. Albert gelegen. Das von Alberta Parks verwaltete Schutzgebiet wurde nach Lois Hole, einer ehemaligen Vizegouverneurin von Alberta, benannt.
Der Park liegt am Ufer des Big Lake, am Unterlauf des Sturgeon River, auf einer Höhe von 660 m und umfasst 20,52 km². Der Big Lake nimmt etwa 59 % der Gesamtfläche des Parks ein. Der See ist 8 km lang und an seiner breitesten Stelle 3 km breit.
Er wurde am 19. April 2005 auf einem Gebiet gegründet, das 1999 als Big Lake Natural Area (Teil des Special Places-Programms) ausgewiesen wurde.